# Balakata baccata
Balakata baccata är en törelväxtart som först beskrevs av William Roxburgh, och fick sitt nu gällande namn av Hans-Joachim Esser. Balakata baccata ingår i släktet Balakata och familjen törelväxter. Inga underarter finns listade i Catalogue of Life.